# Tony Aubin
Tony Louis Alexandre Aubin (ur. 8 grudnia 1907 w Paryżu, zm. 21 września 1981 tamże) – francuski kompozytor i dyrygent.

## Życiorys
W latach 1925–1930 studiował pod kierunkiem Noëla Gallona i Paula Dukasa w Konserwatorium Paryskim, następnie w latach 1934-1935 uczył się kompozycji u Philippe Gauberta. W 1930 roku został odznaczony Prix de Rome za kantatę Actéon. Od 1945 do 1960 roku był dyrygentem radia francuskiego. Prowadził także klasę kompozycji w Konserwatorium Paryskim, do jego uczniów należeli m.in. Olivier Alain i Marius Constant. Zasiadał w jury konkursu głównego na 5. MFF w Cannes (1952). W 1969 roku został członkiem Académie des Beaux-Arts, części Institut de France.
Skomponował m.in. 2 symfonie (1937 i 1957), Suite danoise na orkiestrę (1945), Cantilène variée na wiolonczelę i orkiestrę (1944), Suite éolienne na flet, klarnet i orkiestrę smyczkową (1958), kwartet smyczkowy (1930), Brughiera na fagot i fortepian (1966) i oratorium Jeanne d'Arc à Orléans (1940). Pisał także balety oparte na muzyce Schuberta, Rossiniego i Brahmsa. Muzyka Aubina utrzymana była w stylu akademickim, z wyraźnymi nawiązaniami w zakresie stosowanych środków muzycznych do twórczości Dukasa i Ravela.